# Platja del Cura
La platja del Cura és una platja situada a la Costa Blanca, al municipi de Torrevella (Baix Segura, País Valencià).
És la platja urbana de la localitat, a la vora del centre urbà. Al sud hi ha el Passeig Marítim i al nord s'alcen les columnes del Monument a les Cultures de la Mediterrània.